# Złatko Tanewski
Złatko Tanewski (cyryl. Златко Таневски; wym. [zɫatkɔ tanɛfski]; ur. 3 sierpnia 1983 w Skopju) – macedoński piłkarz występujący na pozycji obrońcy.
W początkach kariery seniorskiej występował w Cementarnicy Skopje i Wardarze Skopje. Grał również w Lechu Poznań i GKS-ie Bełchatów, rozgrywając łącznie 70 spotkań w polskiej Ekstraklasie. W latach 2012–2016 ponownie reprezentował Wardar.

## Sukcesy
- Lech Poznań
  - Ekstraklasa: 1
    - Zwycięzca: 2009/2010

  - Puchar Polski: 1
    - Zwycięzca: 2008/2009

  - Superpuchar Polski: 1
    - Zwycięzca: 2009
- FK Vardar
  - Prwa liga macedońska: 2
    - Zwycięzca: 2011-12, 2012-13

  - Superpuchar Macedonii: 1
    - Zwycięzca: 2013